# Терещенко Ілля Ваграмович
Ілля Ваграмович Терещенко (нар. 27 травня 1998, Київ, Україна) — український футболіст, нападник.

## Кар'єра гравця[1]
Ілля Терещенко народився в Києві 27 травня 1998 року. До 2016 року у ДЮФЛУ захищав кольори київського «Динамо», вихованцем якого він і був.
29 липня 2016 року переїхав до Словаччини, де підписав контракт з місцевим клубом «Земплін» (Михайлівці). Спочатку виступав за молодіжну команду клубу. За основну команду «Земплін» (Михайлівці) дебютував 5 листопада 2016 року в матчі Фортуна ліги проти «ВіОна» (Злате Моравце). Ілля провів на полі останні 6 хвилин матчу.